# Anthrax simson
Anthrax simson är en tvåvingeart som beskrevs av Fabricius 1805. Anthrax simson ingår i släktet Anthrax och familjen svävflugor. Inga underarter finns listade i Catalogue of Life.